# Sankarea
Sankarea (Tán Hoa Lễ Di: Tình Yêu Bất Tử) (Nhật: さんかれあ) là một manga hài lãng mạn, do Hattori Mitsuru sáng tác và minh họa, nội dung nói về một cô gái qua đời trở thành zombie. Manga được đăng từng kỳ trong tạp chí Bessatsu Shōnen Magazine của Kodansha từ tháng 12 năm 2009 đến tháng 9 năm 2014 và hợp lại thành 11 tập tankōbon. Bộ truyện đã được Kodansha USA cấp phép và cho xuất bản ở Bắc Mĩ. Bộ anime chuyển thể nhiều tập được Studio Deen phát sóng tại Nhật Bản từ ngày 5 tháng 4 đến ngày 28 tháng 6 năm 2012. Một cuốn tiểu thuyết chuyển thể của Ryō Suzukaze đã được Kodansha xuất bản vào tháng 7 năm 2012.

## Cốt truyện
Furuya Chihiro là một cậu nam sinh trung học có sở thích cuồng nhiệt về zombie, chuyên thu thập các tựa game, phim ảnh và manga liên quan đến zombie, và thậm chí đến mức muốn "hôn một cô gái zombie". Từ sau cái chết của con mèo cưng Babu, cậu cố gắng hồi sinh nó sống lại bằng cách sử dụng một cuộn bản thảo cổ xưa, trong đó mô tả quá trình tạo ra một loại thuốc cải tử hoàn sinh. Tình cờ, cậu gặp được một cô gái xinh đẹp tên là Sanka Rea, đang bỏ trốn đến chỗ tòa nhà bỏ hoang nơi cậu chế thứ thuốc này. Vì mong muốn tự sát của mình mà Rea đã uống một mẫu thuốc "hồi sinh" được tạo ra từ loài hoa độc Tú cầu lá to, dù nó chẳng gây nguy hại gì mấy. Sau một cuộc cãi vã với cha mình, cô rơi xuống từ vách đá một cách ngẫu nhiên và chết ngay trước mắt Chihiro. Tuy nhiên, do công hiệu của thứ thuốc này mà Rea bỗng dưng trở thành một con zombie phải ăn lá Chi Tú cầu mới có thể tồn tại được. Câu chuyện kể về cuộc đời của Chihiro và 'cô bạn gái zombie mới' của cậu.

## Nhân vật

### Nhân vật chính
Sanka Rea (散華 礼弥 Tán Hoa Lễ Di)
Lồng tiếng bởi: Uchida Maaya (tiếng Nhật), Hồ Ngọc Hà  (tiếng Việt)
Sanka Rea là con gái hiệu trưởng trường trung học tư thục Sanka, là nữ sinh nổi tiếng trong trường và sinh trong một gia đình quý tộc. Cô nàng trong sáng, thân thiện, được đàn em yêu quý và nhiều chàng trai theo đuổi nhưng vô cùng cô đơn và lạc lõng.
Rea mất mẹ khi mới chào đời nên bố cô luôn chăm sóc chu đáo cho con gái duy nhất của mình. Nhưng vì ám ảnh hình ảnh người vợ quá cố, ông đã bao bọc Rea quá mức và thậm chí còn chụp ảnh khỏa thân con mình mỗi sinh nhật. Cô luôn bị theo dõi bởi cận vệ và không có quan hệ bạn bè thân thiết với ai khi ở ngoài nhà trường.
Sanka Rea vô tình gặp Furuya Chihiro tại bệnh viện hoang vào đêm khuya và giúp cậu trong thí nghiệm hồi sinh chú mèo Babu quá cố. Rea mong cô trở thành zombie và cùng Chihiro bắt đầu cuộc sống mới.
Rea đã lấy trộm thuốc hồi sinh và uống khi bố cô cấm túc không cho gặp Chihiro để chết. Nhưng thuốc không có tác dụng và Rea lén nghe tin bố sẽ thiến Furuya. Vì không muốn liên lụy, cô đã lén đi tìm cậu và vô tình chạm mặt bố cô ở vách núi, Chihiro cũng ở đó. Do tai nạn khi cãi nhau, Rea rơi xuống và tử vong tại chỗ.
Nhưng thuốc đã hiệu nghiệm và Rea trở thành zombie đến chỗ Chihiro và cắt đứt quan hệ gia đình với người bố. Tuy nhiên, việc đó phát sinh nhiều vấn đề về bảo quản cơ thể và căn bệnh zombie của cô.
Cô tạm thời ở nhà Furuya và cùng Chihiro thích nghi với cuộc sống mới. Từ đó, cả hai nảy sinh tình cảm và cùng chịu trách nhiệm về phương thuốc hồi sinh.
Cuối truyện, Rea cùng với Chihiro được cho là đã sống cùng nhau đến hết phần đời còn lại, trong hạnh phúc lứa đôi.
Furuya Chihiro (降谷 千紘 Hàng Cốc Thiên Hoành)
Lồng tiếng bởi: Kimura Ryōhei
Furuya Chihiro là nam sinh năm nhất trường trung học Shiyou, là con cả trong gia đình có cha là trụ trì Thiền Tông tiểu thừa của một chùa địa phương, và ở cùng em gái, cha và ông nội. Cậu và em gái Furuya Mero mất mẹ lúc nhỏ và ký ức về người mẹ không nhiều. Chihiro đam mê về zombie, thậm chí cậu còn ước có bạn gái zombie và vô tình tìm được công thức tạo ra thuốc hồi sinh.
Khi chú mèo cưng Babu qua đời do tai nạn giao thông, Chihiro quá đau buồn và quyết định hồi sinh chú mèo. Mỗi đêm khuya, cậu đến bệnh viện hoang một mình, lén thực hiện thí nghiệm hồi sinh dựa trên bản thảo mà cậu tìm được. Nhờ đó, Chihiro đã vô tình gặp được Sanka Rea và cả hai vừa cùng nghiên cứu vừa tìm hiểu về cuộc sống mỗi người.
Sau thí nghiệm lá Chi Tú Cầu, tưởng không thành công, Chihiro quyết định đem chôn Babu và chia tay Rea đêm đó. Nhưng khi cậu đang nói chuyện với Saoji Ranko ở nhà, chú mèo bỗng thức dậy và biến thành zombie. Điều đó chứng minh thuốc hồi sinh có tác dụng và Chihiro đã bí mật nuôi nó mà không ai nghi ngờ.
Hôm sau, khi chứng kiến Rea rơi từ trên cao mà chết, Chihiro hối hận vì đã không kịp cho cô uống thuốc hồi sinh. Nhưng trước đó, Rea đã lén lấy thuốc uống nên đã biến thành zombie và bắt cậu phải thực hiện lời hứa cùng chịu trách nhiệm.
Rea ở chung nhà với Furuya Chihiro, cậu phát hiện ra nhiều vấn đề phát sinh như bảo quản cơ thể không bị thối rữa. Cả hai cùng nhau tìm cách và dần nảy sinh tình cảm, rắc rối lại xuất hiện trong cuộc sống "bình thường" của Chihiro.
Saōji Ranko (左王子 蘭子 Tả Vương Tử Lan Tử)
Lồng tiếng bởi: Yahagi Sayuri
Saoji Ranko là nữ sinh năm hai trường trung học tư thục Sanka và là chị họ của Furuya Chihiro. Thường được Chihiro gọi là Wanko, đôi khi cô muốn Chihiro nên dùng hậu tố "-san" sau tên mình. Cô có tính cách năng động, thân thiện, hoạt bát, được nhiều nam sinh theo đuổi và nữ sinh lớp dưới ngưỡng mộ. Vì vậy, bạn bè của Furuya Chihiro luôn ghen tị vì cậu có người chị tuyệt vời và xinh đẹp.
Ranko thân thiết với Chihiro như chị em ruột, cô luôn bảo bọc và chăm sóc cậu em nghiện zombie của mình. Khi nhỏ, gia đình cô chuyển tới sống gần nhà của Furuya. Hai người làm quen với nhau như tri kỷ và thường đi thuê đĩa phim zombie mỗi cuối tuần. Ban đầu, Ranko nghĩ cậu em họ lập dị và dở hơi, đôi lúc nhút nhát và mít ướt. Nhưng sau khi được Chihiro dũng cảm xua đuổi con chó định cắn cô, cô ngày càng thân mật và nảy sinh tình cảm với cậu em họ.
Cô luôn cố gắng kìm nén tình yêu của mình dành cho Chihiro, đôi lúc ngại ngùng vì mẹ mình ghép cả hai thành một đôi. Thậm chí, cô đã tuyên bố với Sanka Rea là tình địch và sẵn sàng giúp đỡ hai người họ khi gặp rắc rối.
Furuya Mero (降谷 萌路 Hàng Cốc Manh Lộ)
Lồng tiếng bởi: Iguchi Yuka
Furuya Mero là em gái của Furuya Chihiro, cô được đặt theo tên của George Romero. Không giống như Chihiro, cô bị ám ảnh bởi ma. Cô sống cùng gia đình tại ngôi chùa do cha cô trụ trì. Mero là người ít nói, trầm lặng, luôn cố gắng mạnh mẽ nhưng vô cùng im lặng khi nhớ đến người mẹ của mình. Sau khi đi học về, cô luôn quán xuyến việc nhà và nấu cơm buổi tối cho gia đình thay cho người mẹ quá cố, dù còn nhỏ tuổi.
Dù ký ức về mẹ mơ hồ, Mero vẫn nhớ nhiều đến mức lầm tưởng Sanka Rea là mẹ của mình. Cô không nhớ nhiều về mẹ mình ngoại trừ việc tay bà được quấn băng. Trong một số ký ức về mẹ, cô nhớ mẹ đã hỏi về cơn sốt của cô, nói rằng bà đã quên mất rằng mình không thể cảm nhận được nhiệt độ nữa (lúc đó mẹ cô đã trở thành zombie).
Khi nhớ mẹ, cô bé có tâm hồn mỏng manh và Rea luôn chú ý và phụ giúp những việc nhỏ trong nhà. Khi ông nội lên cơn biến thái, Mero thẳng tay trừng trị và khuyên người khác nên chống trả khi cần. Quan hệ giữa Mero và Rea khá thân thiết và cô bé là trụ cột gia đình về mặt tinh thần.

### Gia đình Furuya
Furuya Jogorō (降谷 茹五郎 Hàng Cốc Như Ngũ Lang)
Lồng tiếng bởi: Saitō Shirō
Furuya Jogoro là ông nội của Furuya Chihiro và Furuya Mero, sống cùng gia đình con trai tại ngôi đền. Ông là ông lão lúc thì khờ khạo và biến thái, lúc thì nghiêm túc và thông thái. Lúc "không nghiêm túc", Jogoro thường cằn nhằn về món súp Mero nấu và quấy rối những phụ nữ đến nhà vì nhầm tưởng họ là Sada (vợ quá cố của ông). Vì vậy, ông hay bị Mero trừng trị vì tội biến thái. Khi nghiêm túc, Jogoro luôn tính toán và giải đáp mọi thắc mắc của cháu mình.
Jogoro là người đã tạo ra thuốc hồi sinh và Chihiro đã tìm thấy bản thảo cách điều chế nó. Khi thấy Babu và Sanka Rea trở thành zombie, ông đã giúp cháu trai mình tìm cách làm chậm đi sự thối rữa và cảnh báo Chihiro về tổ chức đang tìm đến ông để hoàn thành dự án zombie.
Furuya Doōn (降谷 呶恩 Hàng Cốc Nao Ân)
Lồng tiếng bởi: Ogino Seirō
Cha của Furuya và Mero. Là một thiền sư Thiền Tông Tiểu Thừa, ông đã phải trải qua cảnh "gà trống nuôi con" khi vợ ông, Yuzuna, hoàn toàn tạ thế sau khi cô không thể kiềm chế tính zombie dần trỗi dậy. Dù nghiêm nghị, gia giáo, Doōn luôn cố gắng nuôi dạy và giúp đỡ hai đứa con của mình, và vì là một thiền sư nhân đạo, thậm chí còn sẵn lòng bao che cho cả Rea khi Furuya dẫn cô về nhà. Lần cuối cùng Doōn xuất hiện trong truyện, ông vẫn là thiền sư, và vẫn còn là trụ trì của chùa nơi ông nuôi nấng Furuya và Mero.
Furuya Yuzuna (降谷 柚菜 Hàng Cốc Dữu Thái)
Lồng tiếng bởi: Hino Yurika
Furuya Yuzuna là mẹ của Furuya Chihiro và Furuya Mero. Trong ký ức mọi người, cô là một phụ nữ dịu dàng và giỏi quán xuyến việc nhà, là người vợ đảm đang yêu chồng và là người mẹ yêu con hết mực. Tuy nhiên, khi Chihiro và Mero còn nhỏ, lúc ba người đi xe trở về thì bị tai nạn giao thông. Hai người con chỉ bị trầy xước nhưng Yuzuna thì nguy kịch, cầm chắc cái chết. Vì thế, Yuzuna đã thỉnh cầu Furuya Jogoro- là bố chồng và ông nội hai đứa cháu, biến cô trở thành zombie để được bên gia đình trong thời gian ít ỏi. Jogoro dù đau đớn nhưng vẫn cố gắng dùng thuốc hồi sinh để thực hiện điều ước của Yuzuna.
Sau khi trở thành zombie, Yuzuna trở về bên gia đình, tận hưởng toàn bộ thời gian bên hai đứa con và người thân. Một tuần sau, cô lặng lẽ rời khỏi nhà theo Jogoro vì căn bệnh zombie trỗi dậy. Chihiro và Mero đã tìm mẹ sau đó ở nhà ông nội và bị sốc đến mức quên hết kí ức về điều đó.
Dù ký ức về mẹ không còn nhiều nhưng hai đứa trẻ vẫn cảm nhận được hơi ấm của mẹ. Mero thay mẹ quán xuyến việc và đôi lúc khóc nhớ mẹ. Chihiro về sau đã nhận ra lý do yêu thích zombie là vì mẹ cậu đã từng trở nên như thế để được ở bên gia đình những phút cuối cùng.
Babu (ばーぶ Bābu)
Lồng tiếng bởi: Fukuen Misato
Babu là chú mèo cưng được Furuya Chihiro nuôi và sống cùng gia đình Furuya tại đền thờ. Cậu được mọi người trong nhà yêu quý và là thành viên nhỏ trong gia đình, thay thế vị trí của người mẹ quá cố.
Tuy nhiên, Babu đã bị một xe hơi cán chết và chôn tại vườn nhà Furuya. Nhưng do quá luyến tiếc và tìm được bản thảo cách thức hồi sinh sinh vật đã chết, Furuya Chihiro đã thử nghiệm mỗi đêm để biến Babu trở thành zombie. Nhờ đó, Chihiro đã gặp Sanka Rea và mọi rắc rối sau này diễn ra.
Trong thí nghiệm cuối cùng, cả hai người thử dùng Tú cầu lá to và pha chế cho xác Babu uống. Tưởng không hiệu nghiệm, Chihiro định đem chôn thì chú mèo bỗng chạy đi và trở thành zombie.
Babu quay lại ngôi nhà Furuya và Chihiro nuôi chú mèo như lúc trước. Gia đình cậu dường như không thắc mắc và Mero không quan tâm về việc đó. Babu thân thiết với Sanka Rea và là cầu nối tình yêu giữa Chihiro và Rea.

### Nhân vật khác
Sanka Dan'ichirō (散華 団一郎 Tán Hoa Đoàn Nhất Lang)
Lồng tiếng bởi: Ishizuka Unshō
Sanka Dan'ichiro là hiệu trưởng trường trung học tư thục Sanka và là cha của Sanka Rea. Ông có tính cách nghiêm nghị, tàn nhẫn trước kẻ khác và yêu con gái mình quá mức. Dan'ichiro chơi golf hay, đấu kiếm không ai bằng và có những tài năng thiên phú bẩm sinh mà Sanka Rea thừa hưởng.
Sanka Dan'ichiro là con trưởng trong gia đình quý tộc, luôn lạnh lùng và không có hứng thú với phụ nữ. Khi ông còn trẻ, ông đã phải lòng mẹ của Sanka Rea- một người phụ nữ có thể chất yếu ớt, địa vị thấp hơn nhưng vô cùng dịu dàng và luôn lắng nghe. Dù dòng họ Sanka kịch liệt phản đối nhưng Dan'ichiro vì tình yêu đã rời bỏ dòng tộc và đi trốn cùng cô. Hạnh phúc chưa lâu, vợ Dan'ichiro đã qua đời sau khi sinh hạ Sanka Rea và ông vô cùng đau đớn.
Dan'ichiro yêu quý và bao bọc con gái mình, luôn cho Rea những thứ con muốn. Hai cha con quấn quýt nhau, nỗi đau của ông dần vơi bớt. Sự ám ảnh về người vợ cũ ngày càng lớn khi Sanka Rea càng lớn càng giống mẹ. Dan'ichiro luôn cho người theo dõi con bé tới trường, cô lập Rea khỏi xã hội "bẩn thỉu" và sẵn sàng cho con mình bất cứ thứ gì nó muốn. Thậm chí, ông còn chụp ảnh khỏa thân với Rea mỗi khi tới sinh nhật con gái mình. Nhưng sự bao bọc và bệnh hoạn của Dan'ichiro bị Rea nhận ra sau bao nhiêu năm nhưng không dám phản kháng vì sợ cha sẽ làm hại mọi người xung quanh.
Quan hệ giữa Chihiro và Rea đã đẩy mâu thuẫn giữa hai cha con đến đỉnh điểm, dẫn đến cái chết của con gái mình. Sanka Rea sau khi hồi sinh đã cắt đứt quan hệ với ông và đến ở gia đình Furuya. Điều đó khiến Dan'ichiro suy sụp tinh thần nhưng ông vẫn đợi thời cơ lấy lại con gái mình và tìm cách biến Rea trở lại thành con người.
Sanka Aria (散華 亜里亜 Tán Hoa Á Lý Á)
Lồng tiếng bởi: Asano Mayumi
Sanka Ria là vợ hiện tại của Sanka Dan'ichiro. Cô có thân hình quyến rũ, là người mẫu chuyên nghiệp mà bao cô gái ganh tị và có quyền lực ngang ngửa chồng. Quan hệ gia đình giữa cô với Sanka Rea không tốt đẹp nhưng chưa đến mức thành mẹ ghẻ.
Trước đây, Ria vốn là hầu gái của gia đình quý tộc Sanka phục vị cho thiếu gia Sanka Dan'ichiro. Trong gia tộc có truyền thống con trai phải cưới một người hầu nữ làm vợ. Dù Dan'ichiro đã cưới mẹ của Sanka Rea và cự tuyệt với quý tộc, nhưng vì vợ cũ đã mất và lo cho Rea không có mẹ, ông đã lấy Ria miễn cưỡng theo truyền thống. Dù vậy, Ria vẫn không hạnh phúc vì ông chỉ quan tâm đến con gái và lạnh nhạt với cô. Cô cảm thấy lãng phí tuổi xuân và sắc đẹp nên nhiều lúc ganh tị với Rea.
Kurumiya Darin Āshento (来宮・ダリン・アーシェント Lai Cung Darin Ashento)
Lồng tiếng bởi: Kusumi Aiko
Học trò cũ của Jogoro, là một thiên tài bẩm sinh. Cô có dính líu đến những dự án zombie liên quan đến các thành phần chính trị, và bản thân cô cũng ít nhiều là zombie. Cô có liên quan đến Furuya và Sanka vào giữa và cuối truyện. Cô là một trong những nhân vật bí ẩn nhất của cốt truyện, cũng như khá là then chốt trong sự thiết lập và tồn tại của zombie. Truyện có những chi tiết lập lờ cho thấy cô làm việc cho chính phủ Hoa Kỳ.

## Truyền thông

### Manga
Manga gốc của Hattori Mitsuru bắt đầu được đăng nhiều kỳ trong tạp chí Bessatsu Shōnen Magazine của Kodansha. Chương đầu tiên của manga đã được xuất bản trên tạp chí số tháng 1 năm 2010, phát hành vào ngày 9 tháng 12 năm 2009, và chương cuối cùng được đăng trên số tháng 10 năm 2014, phát hành vào ngày 9 tháng 9 năm 2014. Bộ truyện cũng được soạn thành mười một tập tankōbon, được xuất bản từ ngày 9 tháng 6 năm 2014 đến ngày 11 tháng 11 năm 2014. Tập 5, 6, 7 và 8 được xuất bản cùng lúc với các ấn bản giới hạn. Phiên bản giới hạn của tập 5 được đóng gói kèm theo đĩa drama CD, kể lại câu chuyện nguyên bản. Các ấn bản giới hạn của tập 6 và tập 7 tặng kèm với một đĩa DVD bao gồm mỗi tập anime nguyên gốc. Phiên bản giới hạn của tập 8 được kèm theo ba tấm poster phòng tắm với nét vẽ khiêu dâm về những nhân vật nữ chính trong manga.
Kodansha Comics USA đã cấp phép cho bộ truyện này ở Bắc Mỹ dưới cái tên Sankarea: Undying Love (Sankarea: Tình yêu bất diệt) và phát hành tất cả mười một tập bằng tiếng Anh từ ngày 11 tháng 6 năm 2013 đến ngày 24 tháng 3 năm 2015.
| #  | Phát hành Tiếng Nhật | Phát hành Tiếng Nhật                                                         | Phát hành en         | Phát hành en      |
| #  | Ngày phát hành       | ISBN                                                                         | Ngày phát hành       | ISBN              |
| -- | -------------------- | ---------------------------------------------------------------------------- | -------------------- | ----------------- |
| 1  | 16 tháng 7 năm 2010  | 978-4-06-384341-5                                                            | 11 tháng 6 năm 2013  | 978-1-61262-351-1 |
| 2  | 9 tháng 12 năm 2010  | 978-4-06-384412-2                                                            | 27 tháng 8 năm 2013  | 978-1-61262-352-8 |
| 3  | 9 tháng 3 năm 2011   | 978-4-06-384453-5                                                            | 29 tháng 10 năm 2013 | 978-1-61262-353-5 |
| 4  | 9 tháng 8 năm 2011   | 978-4-06-384529-7                                                            | 24 tháng 12 năm 2013 | 978-1-61262-354-2 |
| 5  | 9 tháng 2 năm 2012   | 978-4-06-384623-2 (regular edition) ISBN 978-4-06-358382-3 (limited edition) | 11 tháng 2 năm 2014  | 978-1-61262-398-6 |
| 6  | 8 tháng 6 năm 2012   | 978-4-06-384682-9 (regular edition) ISBN 978-4-06-358389-2 (limited edition) | 29 tháng 4 năm 2014  | 978-1-61262-399-3 |
| 7  | 9 tháng 11 năm 2012  | 978-4-06-384762-8 (regular edition) ISBN 978-4-06-358390-8 (limited edition) | 24 tháng 6 năm 2014  | 978-1-61262-550-8 |
| 8  | 7 tháng 6 năm 2013   | 978-4-06-384873-1 (regular edition) ISBN 978-4-06-362253-9 (limited edition) | 26 tháng 8 năm 2014  | 978-1-61262-554-6 |
| 9  | 9 tháng 1 năm 2014   | 978-4-06-394977-3                                                            | 21 tháng 10 năm 2014 | 978-1-61262-580-5 |
| 10 | 9 tháng 6 năm 2014   | 978-4-06395-062-5                                                            | 2 tháng 12 năm 2014  | 978-1-61262-581-2 |
| 11 | 7 tháng 11 năm 2014  | 978-4-06-395231-5                                                            | 24 tháng 3 năm 2015  | 978-1-61262-802-8 |

### Anime
Một bộ anime dài 12 tập dựa trên manga đã được công bố trên số ra tháng 10 năm 2011 của Tạp chí Bessatsu Shōnen, và phát sóng tại Nhật Bản từ ngày 5 tháng 4 đến ngày 28 tháng 6 năm 2012. Hai tập phim OVA đã được phát hành với ấn bản giới hạn của tập 6 và tập 7 của manga vào ngày 8 tháng 6 và 9 tháng 11 năm 2012. Tập OVA thứ ba đã được phát hành với đĩa Blu-ray và đĩa DVD tập thứ 6 vào ngày 30 tháng 11 năm 2012. Bài nhạc mở đầu chủ đề là "Figment" (絵空事 Esoragoto) của Nano RIPE trong khi bài kết thúc chủ đề là "Above Your Hand" của Annabel. Bộ phim này đã được Funimation cấp phép tại Bắc Mỹ, và phát hành bản lồng tiếng Anh trên đĩa Blu-ray và DVD vào ngày 1 tháng 10 năm 2013. Sau đó phát hiện ra rằng phiên bản này chứa phiên bản đã được chỉnh sửa, Funimation đã cho lấy lại và trì hoãn phát hành trên đĩa Blu-ray/DVD với chất liệu chưa được kiểm duyệt, không có thông tin về ngày phát hành chính thức nào được công bố cho đến khi Funimation công bố bản phát hành vào ngày 31 tháng 3 năm 2015 cho bộ phim hoàn thành bản uncut. Khách hàng nhận được phiên bản đã chỉnh sửa có thể chọn trả lại bản của mình để hoàn lại tiền hoặc đổi bản này để lấy bản chưa được biên tập ngay khi nó vừa được phân phối. MVM Films đã cho phép phát hành bộ phim này tại Vương quốc Liên hiệp Anh và Bắc Ireland.

### Tiểu thuyết
Một quyển tiểu thuyết chuyển thể đã được Kodansha xuất bản dưới ấn hiệu Kodansha Ranobe Bunko của họ vào ngày 2 tháng 7 năm 2012. Cuốn tiểu thuyết có tựa đề Sankarea: All Night-Rea Long (さんかれあ　おーる・ないとれあ・ろんぐ), do Ryō Suzukaze sáng tác và Mitsuru Hattori minh họa.

## Đón nhận
Theo Oricon, bộ ba tập hoàn chỉnh của manga đã bán được 24.363 bản, trong khi tập thứ tư bán ra được 44.120 bản (xếp thứ 19 trong tổng doanh thu manga Nhật Bản vào giữa tháng 8 năm 2011).